# Robert Francis Withers Allston

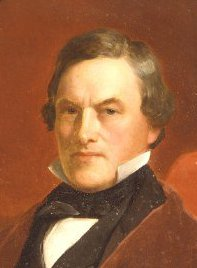
R. F. W. Allston

Robert Francis Withers Allston (* 21. April 1801 auf der Hagley Plantage in All Saints Parrish, South Carolina; † 7. April 1864 in Georgetown, South Carolina) war ein US-amerikanischer Reispflanzer und von 1856 bis 1858 Gouverneur von South Carolina.

## Leben

### Frühe Jahre
Robert Allston war der Sohn des Plantagenbesitzer Benjamin Allston und Charlotte Anne Allston.
Robert Allston graduierte im Juni 1821 an der Militärakademie in West Point, New York. Bis 1822 diente er als Lieutenant der US-Armee. Dann beendete er seine militärische Laufbahn, da seine Mutter nach dem Tod seines Vaters Hilfe bei der Bewirtschaftung ihrer Plantagen brauchte. In Plantersville in South Carolina ließ er sich als Pflanzer nieder. Von seinem Vater, der 144 Sklaven besaß, hatte er 17 Sklaven geerbt, sowie jeweils die Hälfte der Arbeitszeit von zwei versklavten Zimmerleuten. 1823 erbte er sieben oder acht Sklaven von seinem Bruder William, 1824 sieben weitere von seiner Mutter, neun weitere kaufte er aus der Erbmasse. 1827 besaß 42 Sklaven, 1840 erbte er von seiner Tante Mrs. Blythe 40 Sklaven.
Allston erwarb sich schnell einen Platz unter den Plantagenbesitzern seiner Heimat und bekleidete einige Ehrenämter. So war er in der Prince Frederick Church aktiv. Ab 1840 war er Kurator der South Carolina Colleges und von 1856 bis 1861 Präsident der Waccamaw Indigo Gesellschaft. Auf der Weltausstellung 1855 in Paris gewann er einen Preis für Reisanbau.

### Politische Laufbahn
Von 1828 bis 1832 war Allston Mitglied des Abgeordnetenhauses. Zwischen 1850 und 1856 war er im Senat seines Landes. Zudem war er Oberst (Colonel) in der Nationalgarde. Im Jahr 1856 wurde Allston vom Abgeordnetenhaus in geheimer Wahl zum Gouverneur gewählt. Seine zweijährige Amtszeit begann im Dezember 1856. In dieser Zeit setzte er sich für die Verbesserung der Schulbildung ein. Zu diesem Zweck wurden die Steuern angehoben. Ansonsten litt seine Amtszeit, wie die seiner Vorgänger, unter dem Konflikt zwischen den Nord- und Südstaaten. Die radikalen Befürworter eines sofortigen Austritts South Carolinas aus der Union erhielten noch einmal einen Dämpfer, als die Entscheidung des Obersten Bundesgerichts unter dem Oberrichter Roger Taney in ihrem Sinne entschied und ihren Argumenten damit kurzzeitig den Boden entzog. Dieser Zustand sollte aber nicht lange anhalten.

### Weiterer Lebenslauf
Entsprechend der Verfassung durfte Allston nach Ablauf seiner Amtszeit nicht direkt wiedergewählt werden und schied Dezember 1858 aus seinem Amt aus. Im Jahr 1861 war er einer der Wahlmänner bei der Wahl des Präsidenten der Konföderierten Staaten. Allston erlebte den Beginn des Bürgerkrieges und die Wende zu Ungunsten des Südens. Er starb im April 1864, ein Jahr vor dem Ende des Krieges. Seiner Heirat mit Adele Pettigru entsprangen neun Kinder.

## Wirken als Reispflanzer
Allston war einer der erfolgreichsten Reisanbauer in den amerikanischen Südstaaten. Er besaß 1600 ha gutes Ackerland und fast 4000 ha Waldland, Weiden und Sumpfgebiete.
Zwischen den Flüssen Pee Dee, Waccamaw und Black besaß er zahlreiche Plantagen:
- Chicora Wood, wo Allston seinen Wohnsitz hatte; hier befanden sich auch eine Zimmermannswerkstatt und eine Schmiede; 1865 236 Sklaven[3].
- Britton's Neck; 1865 30 Sklaven
- Croly; 1865 30 Sklaven
- Exchange
- Guendalos; 1865 mehr als 100 Sklaven
- Morven; 1865 53 Sklaven
- Nightingale Hall/Waterford, 1865 151 Sklaven
- Pipe Down; 1865 90 Sklaven
- Rose Bank (1851 erworben)

Dazu kamen Häuser in Georgetown sowie zwei Sommerwohnsitze auf Pawleys Island und in Plantersville. Er hatte 1860 637, bei seinem Tod 1864 590 Sklaven. Während des Bürgerkrieges verwaltete er ferner die Plantage Waverley mit über 100 Sklaven, deren Eigentümer im Felde war.
Dokumente und Aufzeichnungen der Allston-Familie, die 1945 in dem Werk The South Carolina rice plantation as revealed in the papers of Robert F. W. Allston erschienen sind geben wichtige Auskunft über die landwirtschaftlichen, politischen und sozialen Verhältnisse im Süden der USA vor dem Bürgerkrieg. Allston schuf durch Entwässerung von küstennahem Sumpfland in South Carolina große Reisplantagen in der Küstenebene im Gezeitenbereich der Atlantikküste.
Auf den Reisplantagen hatten die Sklaven im Tagwerk jeweils eine bestimmte Fläche zu bearbeiten, dies war nach Aktivitäten, gesundheitlichem Zustand, Alter und Geschlecht aufgegliedert. So musste ein Sklave etwa 140 m2 Land nach dem Pflügen mit der Hacke umbrechen, auf einer Fläche von 3000 ha nach dem Eggen einer mit einer Hacke Gräben ziehen oder auf 2000 m2 Reis aussäen. War diese Arbeit erledigt, durften die Sklaven Nahrung für ihren eigenen Bedarf anbauen.
Allston war Autor von zwei maßgebenden und einflussreichen Arbeiten über den Reisanbau.